# Seututie 536
Pour les articles homonymes, voir Route 536.
La route régionale 536 (finnois : Seututie 536) est une route régionale allant de Vehmersalmi à Kuopio jusqu'à 	Konnuslahti à Leppävirta en Finlande,,.

## Présentation
La seututie 536 est une route régionale de Savonie du Nord.
La Seututie 536 emprunte le pont de  Vehmersalmi enjambant le lac Saima.

## Parcours
- Vehmersalmi
- Vuorilahti
- Räsälä
- Heinämäki
- Tuppurinmäki
- Kanteleenjärvi
- Konnuslahti